# Eleccions presidencials ucraïneses de 2019
Les eleccions presidencials es varen dur a terme a Ucraïna el 31 de març de 2019. Com que cap candidat no va obtenir la majoria absoluta dels vots, es va celebrar una segona volta entre els dos candidats més votats, Volodímir Zelenski i Petrò Poroixenko, el 21 d'abril de 2019.Zelenski va guanyar la segona ronda amb prop del 73% dels vots.
Es presentaren un total de 39 candidats a les eleccions. Al final del període d'inscripció el 9 de febrer de 2019, hi havia registrats oficialment un total de 44 candidats a les eleccions.El 7 de març, cinc candidats es van retirar de la carrera presidencial. El 7 de març va ser l'últim dia en què els candidats van poder retirar els seus noms de la votació.Un dels candidats es va retirar de la cursa electoral el 16 de març.
Un total de 34,544,993 persones tenien dret a vot a les eleccions. Aproximadament el 12% dels votants elegibles no pogueren participar en aquestes eleccions a causa de l'annexió de Crimea el març del 2014 i l'ocupació de parts de l'óblast de Donetsk i l'óblast de Luhansk per part dels separatistes (des d'abril de 2014)
Un total de 2.344 observadors internacionals de 17 països i 19 organitzacions foren registrats oficialment per controlar les eleccions.Un nombre rècord de 139 organitzacions no governamentals d'Ucraïna es van registrar com a observadors.

## Candidats
Hi hagué un total de 39 candidats a les eleccions. Al final del període d'inscripció el 9 de febrer de 2019,la Comissió Electoral Central (CEC) havia registrat 44 candidats per a les eleccions,cinc dels quals es retiraren.
Fou el nombre més alt de candidats (39) que mai havia participat en les eleccions presidencials d'Ucraïna (el 2004 n'hi hagué 24). En total, 92 persones van presentar documents a la CEC per participar en les eleccions.
El CEC es va negar a registrar 47 persones, la majoria a causa d'incomplir el deure de dipositar 2,5 milions de hrívnies (aprox. 81,600 euros).

### Requisits per als candidats
Segons la llei ucraïnesa vigent, un candidat a la presidència ha de ser un ciutadà d'Ucraïna que tingui almenys 35 anys, ha de saber parlar la llengua (estatal) ucraïnesa i ha d'haver viscut a Ucraïna els darrers deu anys abans del dia de les eleccions. Els candidats podien ser nominats per un partit polític o per autonominació. Els candidats també van haver de presentar una declaració d'ingressos de l'any anterior a l'any electoral.Aquest document va ser examinat posteriorment per l'Agència Nacional per a la Prevenció de la Corrupció, que posteriorment va publicar els resultats de l'auditoria. Les candidatures es van poder presentar des del 31 de desembre de 2018 fins al 4 de febrer de 2019.El final del període d'inscripció va ser el 9 de febrer de 2019.Després que un candidat potencial facilités la documentació requerida a la Comissió Electoral Central (CEC), aquest organisme tenia cinc dies per registrar el candidat o per negar-s'hi.
Els candidats van haver de pagar un dipòsit de nominació de 2,5 milions de hrívnies (aprox. 81,600 euros); només els dos candidats que passessin a la segona ronda de votacions podrien recuperar aquest dipòsit (els altres dipòsits serien transferits al pressupost estatal).
Els candidats podien retirar la seva candidatura fins a 23 dies abans de les eleccions.Aquest dia va ser el 7 de març, ja que el 8 de març la CEC va aprovar la llista final de candidats a la presidència.

### Candidats registrats
| Nom                    | Partit                        | Ocupació | Notes | Data registrada per la CEC |
| ---------------------- | ----------------------------- | --- | --- | -------------------------- |
| Íhor Xevtxenko         | Independent                   | Ex ministre d'Ecologia i Recursos Naturals i cap de l'organització solidària Ucraïna Exitosa | Xevtxenko va declarar la seva intenció de concórrer a les eleccions el 13 de novembre de 2018, però també va declarar que no participaria en les eleccions si apareixia un nou candidat que "complís millor els requisits" Va presentar els documents a la CEC per a la seva inscripció com a candidat a la presidència el 31 de desembre de 2018 (que també era el primer dia de la campanya electoral) | 4 de gener                 |
| Serhí Kaplín           | Partit Socialdemòcrata        | Diputat a la Rada Suprema i líder del Partit Socialdemòcrata | L'octubre del 2017, Kaplín ja havia manifestat la seva intenció de prendre part a les eleccions com a líder del Partit Socialista d'Ucraïna.Però el president legal d'aquest partit era Ilià Kiva.Va presentar documents al CEC per a la seva inscripció com a candidat a la presidència el 3 de gener del 2019. | 8 de gener                 |
| Vitali Skòtsik         | Independent                   | Professor a la Universitat Nacional de Ciències de la Vida i del Medi Ambient d'Ucraïna | Skòtisik va presentar documents a la CEC el 3 de gener de 2019 per a la seva inscripció com a candidat del Partit Agrari a la presidència d'Ucraïna. Tanmateix, l'endemà el Partit Agrari va declarar que havia estat expulsat del partit el setembre anterior per «accions que perjudic[av]en l'autoritat i desacredit[av]en l'òrgan de govern del partit i el partit en el seu conjunt». | 8 de gener                 |
| Valentín Nalivàitxenko | Spravedlívist                 | Excap del Servei de Seguretat d'Ucraïna, exdiputat a la Rada Suprema, president de Spravedlívist | Nominat pel seu partit el 3 de gener del 2019. | 8 de gener                 |
| Vitali Kuprí           | Independent                   | Diputat a la Rada Suprema | | 15 de gener                |
| Anatoli Hritsenko      | Posició Cívica                | Exministre de Defensa (2005–2007), líder de Posició Cívica | Posició Cívica va nominar Hritsenko com a candidat l'11 de gener. La seva candidatura comptava amb el suport del Partit Europeu d'Ucraïna, de Mikola Tomenko, Iehor Fírsov i Víktor Txumak. Andrí Sadoví i Dmitro Gnap van retirar les seves candidatures en un intent de donar suport a Hritsenko. El 5 de març, Hritsenko va dir que estava en converses amb altres cinc candidats (Smeixko, Koixulinski, Dobrodòmov, Bezsmertni i Krivenko) per unir forces a les eleccions. | 15 de gener                |
| Hennadi Balaixov       | 5.10                          | Home de negocis i exdiputat a la Rada Suprema (1998–2002) | El 21 de maig de 2018, Balashov va publicar un vídeo al seu lloc web oficial titulat "Vols que Balaixov es presenti per a President?" en què demanava a la gent si eren "capaços de recaptar diners" per a la seva campanya, però no deia si participaria a les eleccions El 19 de setembre de 2018 va anunciar clarament la seva intenció de concórrer-hi en nom del seu partit 5.10. | 18 de gener                |
| Olha Bohomòlets        | Independent                   | Diputada a la Rada Suprema | Candidata a les eleccions presidencials ucraïneses de 2014. | 18 de gener                |
| Oleksandr Xevtxenko    | UKROP                         | Diputat a la Rada Suprema | Fundador del complex turístic Bukovel. | 21 de gener                |
| Roman Nassírov         | Independent                   | Excap del Servei Fiscal Estatal d'Ucraïna | | 22 de gener                |
| Iuri Boiko             | Independent                   | Diputat a la Rada Suprema i exministre d'Energia i Indústria del Carbó d'Ucraïna | Candidat per l'aliança Plataforma d'Oposició - Per la vida.La seva nominació fou anunciada el 17 de novembre. Atès que Plataforma d'Oposició - Per la vida encara no estava registrada com a partit al gener del 2019, no va poder nominar-lo com a candidat presidencial. | 22 de gener                |
| Iúlia Timoixenko       | Pàtria                        | Diputada a la Rada Suprema i exprimera ministra d'Ucraïna (2005; 2007–2010) | L'octubre del 2017, Timoixenko va anunciar la seva intenció de participar. El 20 de juny de 2018 va declarar oficialment que participaria en les eleccions. El 16 de març, el candidat Serhí Taruta va prometre que el seu equip de campanya donaria suport a Timoixenko, però el seu nom no es va retirar de les paperetes de vot. Va ser avalada pel Partit Camperol d'Ucraïna. | 25 de gener                |
| Oleh Liaixkò           | Partit Radical d'Oleh Liaixkò | Diputat a la Rada Suprema | | 25 de gener                |
| Oleksandr Vílkul       | Bloc de l'Oposició            | Diputat a la Rada Suprema i exprimer viceprimer ministre d'Ucraïna. | Nominat pel Bloc de l'Oposició – Partit pel Desenvolupament i la Pau (el recentment rebatejat Partit Industrial d'Ucraïna) el 20 de gener de 2019. Vílkul ja havia estat nominat pel seu partit Bloc de l'Oposició el 17 de desembre de 2018.Però un tribunal ucraïnès va dictaminar tres dies abans (en resposta a una demanda presentada pel també diputat de la Rada Suprema del Bloc de l'Oposició Serhí Larin) que el congrés del Bloc pel qual Vikul havia de ser nomenat no podia "reorganitzar el partit per cap mitjà". El 18 de desembre de 2018, el lloc web del Bloc va afirmar que, per tant, totes les decisions preses al congrés no eren vàlides. | 25 de gener                |
| Arkadi Kornatski       | Independent                   | Diputat a la Rada Suprema | | 25 de gener                |
| Oleksandr Moroz        | Independent                   | President de la Verkhovna Rada (parlament) d'Ucraïna dos cops: juliol de 2006 a setembre de 2007, i anteriorment en 1994–1998, ex-líder del Partit Socialista d'Ucraïna Va declarar la seva candidatura l '11 de desembre de 2018. | 25 de gener |                            |
| Ilià Kiva              | Partit Socialista d'Ucraïna   | President del Partit Socialista d'Ucraïna | Kiva va ser nominat pel seu partit el 3 de novembre de 2018En el moment de la nominació era també assessor del ministre de l'Interior, Arsèn Avàkov. | 25 de gener                |
| Ruslan Koixulinski     | Unió Panucraïnesa "Llibertat" | Cap adjunt de la Unió Panucraïnesa "Llibertat" | El 14 d'octubre del 2018, Oleh Tiahnibok, Cpresident del partit Unió Panucraïnesa "Llibertat", va anunciar que no es presentaria a la presidència i que el partit havia decidit nomenar Koixulinski com a candidat de les forces polítiques nacionalistes. El 19 de novembre de 2018, els militants dels partits polítics nacionalistes ucraïnesos Organització dels nacionalistes ucraïnesos, Congrés dels Nacionalistes Ucraïnesos, Pravi Sèktor i C14 van aprovar la candidatura de Koixulinski. | 28 de gener                |
| Oleksandr Daniliuk     | Independent                   | Exassessor del ministeri de Defensai cap del Centre de Reforma del Ministeri de Defensa. | | 28 de gener                |
| Serhí Taruta           | Osnova                        | Diputat a la Rada Suprema i exgovernador de l'óblast de Donetsk (2014), líder d'Osnova | Taruta fou nominat per Osnova el 22 de setembre del 2018. Es va retirar de la cursa presidencial el 16 de març per donar suport a Iúlia Timoixenko: emperò, el seu nom va aparèixer encara a les butlletes de votació. | 29 de gener                |
| Volodímir Zelenski     | Servidor del Poble            | Showman, guionista, actor i director artístic de Kvartal 95 | Va anunciar la seva candidatura a la televisió en directe el 31 de desembre de 2018. | 30 de gener                |
| Íhor Smeixkò           | Independent                   | Excap del Servei de Seguretat d'Ucraïna (2003–2005) | Va anunciar la seva intenció de concórrer el 13 de gener del 2019.. | 30 de gener                |
| Inna Bohoslovska       | Independent                   | Exdiputada a la Rada Suprema | | 30 de gener                |
| Mikola Hàber           | Independent                   | Exdiputat a la Rada Suprema | | 1 de febrer                |
| Iuri Derevianko        | Vòlia                         | Diputat a la Rada Suprema | Nominat pel partit Vòlia el 27 de gener. | 1 de febrer                |
| Roman Bezsmertni       | Independent                   | Exviceprimer ministre d'Ucraïna i exdiputat a la Rada Suprema | Va declarar la seva candidatura el 31 de maig del 2018. | 4 de febrer                |
| Víktor Bòndar          | Renaixença                    | Exdiputat a la Rada Suprema i president del partit Renaixença | Va presentar els documents a la CEC el 31 de gener. | 4 de febrer                |
| Víktor Krivenko        | Moviment Popular d'Ucraïna    | Diputat a la Rada Suprema | Krivenko va ser triat candidat pel Moviment Popular d'Ucraïna el 10 de gener del 2019. | 5 de febrer                |
| Ruslan Rihovànov       | Independent                   | Cap interí del port pesquer de Sevastòpol | | 5 de febrer                |
| Serhí Nossenko         | Independent                   | Consultor d'inversions | | 5 de febrer                |
| Vassil Juravlov        | Estabilitat                   | Líder d'Estabilitat | | 6 de gener                 |
| Andrí Nòvak            | Patriot                       | President del Comitè d'Economistes d'Ucraïna | Nominat pel partit "Patriot" el 24 de gener del 2019. | 6 de febrer                |
| Iuri Timoixenko        | Independent                   | Diputat la Rada Suprema | Iúlia Timoixenko va demanar l'anul·lació del registre de Iuri Timoixenko perquè comparteixen el mateix cognom i inicials, la qual cosa podria confondre els votants. El 6 de març, dos individus van ser arrestats per intentar subornar Timoixenko perquè es retirés de les eleccions. | 6 de febrer                |
| Petrò Poroixenko       | Independent                   | President sortint d'Ucraïna, home de negocis. | Al juliol de 2018, el cap adjunt del bloc parlamentari de Poroixenko va anunciar que s'havia format un equip de campanya electoral per a Poroixenko i que era molt probable que participés en les eleccions. Poroixenko va anunciar la seva participació a les eleccions el 29 de gener del 2019. Serhí Krivonos va retirar la seva candidatura en favor de Poroixenko. | 7 de febrer                |
| Iuri Karmazin          | Independent                   | Exdiputat a la Rada Suprema | | 7 de febrer                |
| Iúlia Litvinenko       | Independent                   | Periodista, presentadora de televisió | | 7 de febrer.               |
| Oleksandr Vasxenko     | Independent                   | President de l'ONG Poder del Poble | | 7 de febrer                |
| Volodímir Petrov       | Independent                   | Periodista, figura pública i analista polític ucraïnès. | Candidat a les eleccions al Parlament d'Ucraïna de 2012. En el moment de la inscripció, Petrov es trobava sota arrest domiciliari i estava sent investigat per suposat assetjament d'una estudiant. | 7 de febrer                |
| Oleksandr Soloviov     | Força Intel·ligent            | Líder del partit Força Intel·ligent | La CEC inicialment es va negar a registrar-lo el 2 de febrer perquè un punt del seu programa electoral es va interpretar com "impedir la integritat territorial d'Ucraïna. Després de fer correccions al seu manifest, va tornar a presentar els documents i va ser registrat. | 8 de febrer                |

### Candidats que es retiraren
- Andrí Sadoví: alcalde de Lviv; el seu partit Autoajuda va anunciar el 3 d'octubre de 2018 que Sadoví era el seu candidat a les eleccions.[99] El 8 de gener, la CEC va registrar Sadoví com a candidat.[30]Al febrer, Sadovyi va parlar de retirar la seva candidatura a favor de donar suport a Anatoli Hritsenko com a candidat unit de "forces democràtiques i anticorrupció"[100]Va prendre la decisió de retirar-se l'1 de març i després va declarar el seu suport a Hritsenko.[101]

- Dmitro Gnap: periodista;[102]Gnap va ser nomenat pel partit Poder del Poble el 20 de gener,[103] i es va convertir en candidat registrat el 8 de febrer.[98] Es va retirar de les eleccions el 2 de març, també a favor d'Anatoli Hritsenko.[19][104]

- Serhí Krivonós: veterà de la guerra al Donbàs;[41] Krivonós va ser nominat pel partit Soldats de l'Operació Antiterrorista i posteriorment registrat per la CEC el 5 de febrer.[79]El 6 de març va anunciar que es retirava de les eleccions per donar suport al president en funcions, Petrò Poroixenko.[89]

- Ievheni Muraiev: Diputat a la Rada Suprema; el 10 de gener de 2019, el partit de Muraiev, Naixi, el va nominar com a candidat a president.[105] La CEC va registrar la seva candidatura el 15 de gener.[34] El 7 de març es va retirar de les eleccions a favor d'Oleksandr Vílkul.[106]També va anunciar que el Bloc de l'Oposició i el Naixi es fusionarien aviat.[106]

- Dmitrò Dobrodòmov: Diputat a la Rada Suprema i líder del Moviment públic "Control del Poble" fou un candidat registrat des del 25 de gener.[48]Es va retirar de les eleccions el 7 de març a favor d'Anatoli Hritsenko.[10]

### Registre denegat
La CEC va rebutjar 47 sol·licituds (sobretot per la manca de pagament del dipòsit de 2,5 milions de hrívnies (aproximadament 85.000 euros) dels possibles candidats, incloent:
- Petrò Simonenko: líder del Partit Comunista d'Ucraïna. El seu nomenament va ser anunciat en el congrés del partit l'1 de desembre de 2018.[107] Legalment, el Partit Comunista d'Ucraïna no està prohibit, però el Ministeri de Justícia no li va permetre de participar en les eleccions.[108] La CEC es va negar a registrar-lo com a candidat el 2 de febrer perquè l'estatut, el nom i el simbolisme del Partit Comunista d'Ucraïna no complien les lleis de descomunització del 2015.[22][109]
- Nadia Sàvtxenko: Diputada a la Rada Suprema i Heroïna d'Ucraïna.[110] Sàvtxenko fou nominada pel seu partit el 26 de gener del 2019.[111] El 7 de febrer el seu intent de convertir-se en candidata fou rebutjat per la CEC perquè no va poder pagar el dipòsit i el seu partit no va signar el document quant a la seva candidatura.[112]

### Candidats rebutjats
- Andrí Biletski: diputat a la Rada Suprema i líder del partit polític Cos nacional; nominat pel seu partit el 20 de novembre de 2018.[113]Biletski va dir més tard que no tenia intenció de participar en la "farsa" d'una elecció presidencial.[114]
- Vàdim Rabinòvitx: diputat a la Rada Suprema i home de negocis.[49]El 15 de novembre de 2018 Rabinòvitx va anunciar que no participaria en les eleccions presidencials; però que aniria a dalt de la llista del seu partit Plataforma d'oposició: per la vida a les següents eleccions parlamentàries ucraïneses de 2019.[115]
- Oleh Tiahnibok: president del partit Unió Panucraïnesa "Llibertat". El 14 d'octubre de 2018, va anunciar que no es presentaria a la presidència i que el partit havia decidit nomenar Koixulinski com a candidat de les forces polítiques nacionalistes d'Ucraïna.[58]
- Mihail Teresxenko va renunciar com a alcalde de Hlúkhiv l'1 d'octubre de 2018 per convertir-se en candidat.[116] No obstant això, durant els 30 dies de novembre i desembre que hi va haver llei marcial en algunes zones d'Ucraïna, va reprendre el seu càrrec com a alcalde i el 3 de gener de 2019 va declarar el seu suport al candidat Andrí Sadoví durant un congrés del partit de Sadoví Autoajuda.[117]
- Sviatoslav Vakartxuk, vocalista de la banda de rock Okean Elzy. A finals de gener del 2019, Vakartxuk va publicar un vídeo en el qual va anunciar que no es presentaria a la presidència.[118] Vakartxuk va dir que no donaria suport a cap dels candidats.[119][120]egons una enquesta del grup sociològic "RATING" a principis de març del 2019, al 64% dels electors no els hauria agradat veure Vakartxuk entre els candidats a la presidència.[121] El 27 de març de 2019, Vakarchuk va publicar un vídeo a la seva pàgina de Facebook demanant als ucraïnesos que pensessin seriosament en la votació i no votar "per riure"; Això va ser rebut per una resposta de l'equip de campanya del candidat a la presidència, Volodímir Zelenski, al qual semblaven adreçar-se els comentaris de Vakartxuk.[122]
- Mikhaïlo Dobkin: Diputat a la Rada Suprema, antic alcalde de Khàrkiv i governador de la província de Khàrkiv.[123][124]

## Resultats

Resultats de la primera volta per districte electoral:

Amb una participació electoral del 62,8%, al voltant de 18,9 milions de persones van votar a la primera volta de les eleccions el 31 de març. Volodímir Zelenski, del partit Servidor del Poble, i el president sortint, Petrò Poroixenko, van passar a la segona volta de les eleccions del 21 d'abril. En la primera ronda, Zelenski va aconseguir el 30% dels vots en comparació al 16% de Poroixenko.

Resultats de la segona volta per districte electoral:

Les enquestes a la sortida dels col·legis electorals durant la segona ronda de votacions van predir que Zelenski guanyaria amb més del 70% dels vots.Amb només el 3% dels vots escrutats, la CEC va confirmar resultats preliminars similars.Poroshenko va aprovar els resultats de les eleccions en un discurs poc després de tancar les enquestes i de la publicació dels sondejos a peu d'urna. Va escriure a Twitter: "Vam aconseguir assegurar eleccions lliures, justes, democràtiques i competitives ... acceptaré la voluntat del poble ucraïnès".

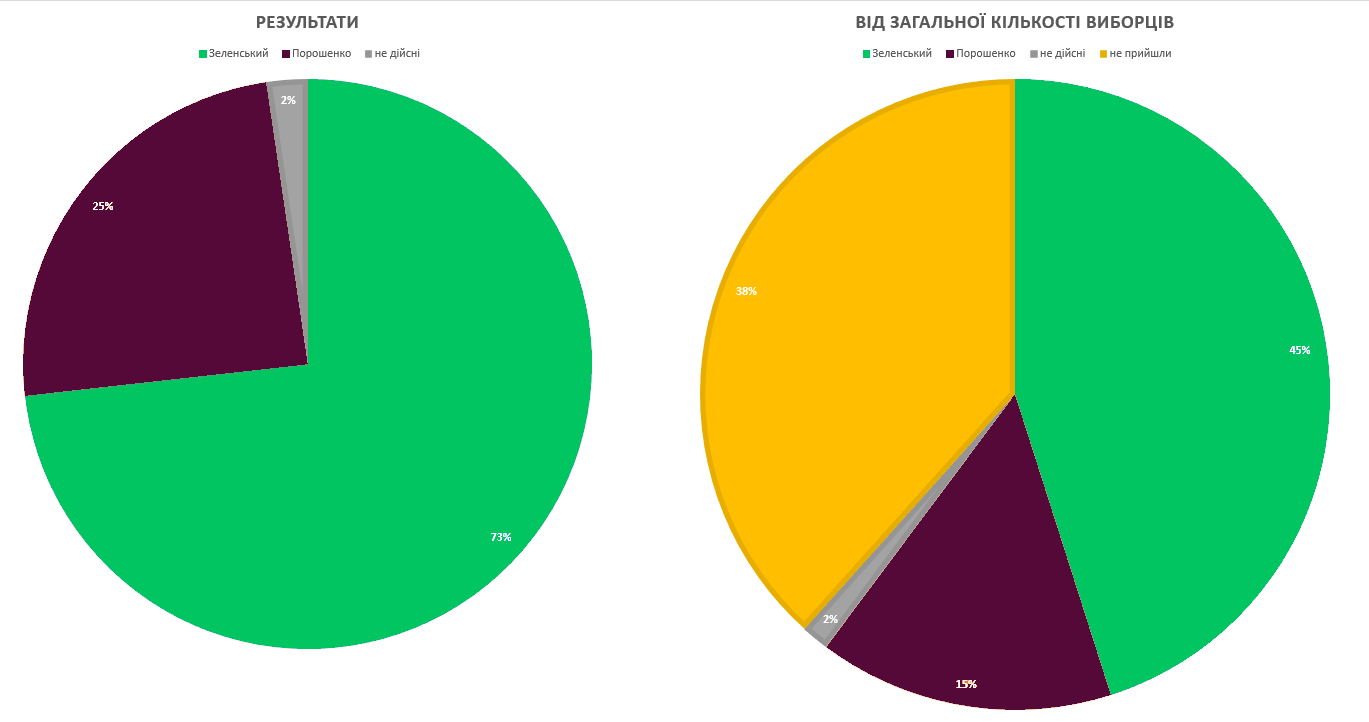
Resultat de la segona ronda per nombre total de votants

Segons la CCA, els resultats preliminars amb prop del 99,27% dels vots escrutats, indiquen que Zelenski va rebre al voltant del 73,19% dels vots al 24,48% del president sortint.
| Candidat                                                                                          | Candidat                        | Partit                          | Primera volta | Primera volta | Segona volta | Segona volta |
| Candidat                                                                                          | Candidat                        | Partit                          | Vots          | %             | Vots         | %            |
| ------------------------------------------------------------------------------------------------- | ------------------------------- | ------------------------------- | ------------- | ------------- | ------------ | ------------ |
|                                                                                                   | Volodímir Zelenski              | Servidor del Poble              | 5,714,034     | 30.24         | 13,541,528   | 73.22        |
|                                                                                                   | Petrò Poroixenko                | Independent                     | 3,014,609     | 15.95         | 4,522,320    | 24.45        |
|                                                                                                   | Iúlia Timoixenko                | Pàtria                          | 2,532,452     | 13.40         |              |              |
|                                                                                                   | Iuri Boiko                      | Independent                     | 2,206,216     | 11.67         |              |              |
|                                                                                                   | Anatoli Hritsenko               | Posició Cívica                  | 1,306,450     | 6.91          |              |              |
|                                                                                                   | Íhor Smeixko                    | Independent                     | 1,141,332     | 6.04          |              |              |
|                                                                                                   | Oleh Liaixkò                    | Partit Radical d'Oleh Liaixkò   | 1,036,003     | 5.48          |              |              |
|                                                                                                   | Oleksandr Vílkul                | Bloc de l'Oposició              | 784,274       | 4.15          |              |              |
|                                                                                                   | Ruslan Koixulinski              | Unió Panucraïnesa "Llibertat"   | 307,244       | 1.62          |              |              |
|                                                                                                   | Iuri Timoixenko                 | Independent                     | 117,693       | 0.62          |              |              |
|                                                                                                   | Oleksandr Xevtxenko             | UKROP                           | 109,078       | 0.57          |              |              |
|                                                                                                   | Valentín Nalivàitxenko          | Spravedlívist                   | 43,239        | 0.22          |              |              |
|                                                                                                   | Olha Bohomòlets                 | Independent                     | 33,966        | 0.17          |              |              |
|                                                                                                   | Hennadi Balaixov                | 5.10                            | 32,872        | 0.17          |              |              |
|                                                                                                   | Roman Bezsmertni                | Independent                     | 27,182        | 0.14          |              |              |
|                                                                                                   | Víktor Bòndar                   | Renaixença                      | 22,564        | 0.11          |              |              |
|                                                                                                   | Iúlia Litvinenko                | Independent                     | 20,014        | 0.10          |              |              |
|                                                                                                   | Iuri Derevianko                 | Vòlia                           | 19,542        | 0.10          |              |              |
|                                                                                                   | Serhí Taruta                    | Osnova                          | 18,918        | 0.10          |              |              |
|                                                                                                   | Íhor Xevtxenko                  | Independent                     | 18,667        | 0.09          |              |              |
|                                                                                                   | Inna Bohoslovska                | Independent                     | 18,482        | 0.09          |              |              |
|                                                                                                   | Iuri Karmazin                   | Independent                     | 15,965        | 0.08          |              |              |
|                                                                                                   | Volodímir Petrov                | Independent                     | 15,587        | 0.08          |              |              |
|                                                                                                   | Vitali Skòtsik                  | Independent                     | 15,118        | 0.08          |              |              |
|                                                                                                   | Serhí Kaplín                    | Partit Socialdemòcrata          | 14,532        | 0.07          |              |              |
|                                                                                                   | Oleksandr Moroz                 | Partit Socialista d'Ucraïna     | 13,139        | 0.06          |              |              |
|                                                                                                   | Víktor Krivenko                 | Moviment Popular d'Ucraïna      | 9,243         | 0.04          |              |              |
|                                                                                                   | Vassil Juravlov                 | Estabilitat                     | 8,453         | 0.04          |              |              |
|                                                                                                   | Ilià Kiva                       | Partit Socialista d'Ucraïna     | 5,869         | 0.03          |              |              |
|                                                                                                   | Andrí Nòvak                     | Patriot                         | 5,587         | 0.02          |              |              |
|                                                                                                   | Oleksandr Vasxenko              | Independent                     | 5,503         | 0.02          |              |              |
|                                                                                                   | Mikola Hàber                    | Independent                     | 5,433         | 0.02          |              |              |
|                                                                                                   | Oleksandr Soloviov              | Força Intel·ligent              | 5,331         | 0.02          |              |              |
|                                                                                                   | Ruslan Rihovànov                | Independent                     | 5,230         | 0.02          |              |              |
|                                                                                                   | Oleksandr Daniliuk              | Independent                     | 4,648         | 0.02          |              |              |
|                                                                                                   | Vitali Kuprí                    | Independent                     | 4,508         | 0.02          |              |              |
|                                                                                                   | Arkadi Kornatski                | Independent                     | 4,494         | 0.02          |              |              |
|                                                                                                   | Serhí Nossenko                  | Independent                     | 3,114         | 0.01          |              |              |
|                                                                                                   | Roman Nassírov                  | Independent                     | 2,579         | 0.01          |              |              |
| Vots invàlids / en blanc                                                                          | Vots invàlids / en blanc        | Vots invàlids / en blanc        | 222 947       | 1.18          | 427,161      | 2.31         |
| Total                                                                                             | Total                           | Total                           | 18,893,864    | 100           | 18,491,837   | 100          |
| Votants registrats/participació                                                                   | Votants registrats/participació | Votants registrats/participació | 30,056,127    | 62.86         |              | 62.07        |
| Font: Comissió Electoral Central Primera volta Arxivat 2019-04-23 a Wayback Machine. Segona volta |                                 |                                 |               |               |              |              |

## Reacccions
Es diu que Poroixenko va arriba a tuitar que "un nou president ucraïnès sense experiència ... podria tornar ràpidament a l'òrbita d'influència de Rússia".Alguns dels crítics de Zelenski han expressat la seva preocupació per la seva estreta vinculació amb l'oligarca multimilionari Íhor Kolomoiski,i dubten si Zelenski serà capaç de fer front als influents oligarques del país i al president rus Vladímir Putin.
Diversos països de la Unió Europea van expressar les seves felicitacions i desitjos de continuar col·laborant en el futur. El secretari del Foreign Office britànic, Jeremy Hunt, va dir que Zelenski "serà veritablement el servent del poble". Andrzej Duda, president de Polònia, Donald Tusk, president del Consell Europeu i Jens Stoltenberg, Secretari General de l'OTAN, van expressar sentiments similars. El viceministre d'Afers Exteriors de Rússia, Grigori Karassin, va afirmar que "el nou lideratge ara ha de comprendre i fer realitat les esperances dels seus electors", tant en la política nacional com en l'exterior. Maria Zakhàrova, la portaveu del Ministeri d'Afers Exteriors de Rússia va dir que esperava que la victòria de Zelenski ajudés Ucraïna a unir-se com a nació no per la força, sinó sobre la base d'una nova agenda comuna.

El primer ministre del Canadà, Justin Trudeau, va felicitar Zelenski i va donar les gràcies als canadencs entre els observadors que van supervisar les eleccions. El president dels Estats Units, Donald Trump, va trucar al president electe per felicitar-lo i "al poble ucraïnès per una elecció pacífica [i] democràtica".
Tusk i Jean-Claude Juncker, president de la Comissió Europea, van publicar una carta de felicitació conjunta. Els líders de la Unió Europea (UE) van declarar que confiaven que la victòria de Zelenski acceleraria l'aplicació de la resta de parts de l'Acord d'Associació UE-Ucraïna, inclosa la zona de lliure comerç aprofundida i completa.